# 対馬忠行
対馬 忠行（つしま ただゆき、1901年11月18日 - 1979年4月11日）は、日本のマルクス主義者。

## 生涯
1901年、香川県生まれ。京都府立第三中学校（現・京都府立福知山高等学校）を中退後、アナキスト運動に参加。
1925年、福本和夫の講演を聴き、マルクス主義への転向を決意。1928年、処女論文「日本無産階級運動発達史」を発表し、労農派の一員として横瀬毅八の筆名で日本資本主義論争に参加する。1950年、『スターリン主義批判』を刊行し、スターリン主義批判の先駆者の一人となる。この年ソ連の性格をめぐって向坂逸郎らと対立し袂を分かつ。「ソ連＝国家資本主義」論に基づき「イスクラ協会」を組織するが、小研究会の域を出ることはなかった。スターリン批判後に、理論的影響力を広め、反スターリン主義左翼に影響を与える。主著に『クレムリンの神話』など。レフ・トロツキーの翻訳多数。
1979年4月11日、神戸発別府行きの関西汽船の旅客船「むらさき丸」に乗船中、淡路島江埼灯台西南西約13キロメートルの播磨灘辺りで入水自殺。遺体は4カ月後の8月11日、神戸港沖約8キロメートルの海上で貨物船の船員に発見され、引き上げられた。既に白骨化していたが、相原茂（元東京大学教授）から対馬宛ての年賀状が腹巻に挟まっていたため、対馬の遺体と推定された。